# Енеа
Енеа (на гръцки: Αἴνεια; на латински: Aenea) е древен град в Северна Гърция, разположен на Халкидическия полуостров.

## История
Градът е смятал за свой основател Еней. Според Тит Ливий е бил разположен срещу Пидна, на 15 мили от Тесалоника. Явно е бил разположен на носа Голям Карабурун в северозападната част на Халкидика, който може да се идентифицира с носа Енион на Псевдо-Скимн. Градът е колонизиран от коринтците. Споменат от Херодот, градът продължава да бъде важно селище до римските войни в Гърция, макар по-голямата му част да се заселва в Тесалоника, след основаването му от Касандър. Известни са монети от Енеа.